# العلاقات الأوغندية الناوروية
العلاقات الأوغندية الناوروية هي العلاقات الثنائية التي تجمع بين أوغندا وناورو.

## مقارنة بين البلدين
هذه مقارنة عامة ومرجعية للدولتين:
| وجه المقارنة                                              | أوغندا                        | ناورو                          |
| --------------------------------------------------------- | ----------------------------- | ------------------------------ |
| المساحة (كم2)                                             | 241.04 ألف                    | 21                             |
| عدد السكان (نسمة)                                         | 42.86 مليون                   | 10.08 ألف                      |
| الكثافة السكانية (ن./كم²)                                 | 177.81                        | 48.00 ألف                      |
| العاصمة                                                   | كامبالا                       | ضاحية يارين                    |
| اللغة الرسمية                                             | لغة إنجليزية، اللغة السواحلية | اللغة الناورونية، لغة إنجليزية |
| العملة                                                    | شيلينغ أوغندي                 | دولار أسترالي                  |
| الناتج المحلي الإجمالي (بليون دولار)                      | 25.89 مليار                   | 113.88 مليون                   |
| الناتج المحلي الإجمالي (تعادل القوة الشرائية) بليون دولار | 72.25 مليار                   | 162.98 مليون                   |
| الناتج المحلي الإجمالي الاسمي للفرد دولار أمريكي          | 705                           | 9.83 ألف                       |
| الناتج المحلي الإجمالي للفرد دولار أمريكي                 | 1.77 ألف                      |                                |
| مؤشر التنمية البشرية                                      | 0.483                         |                                |
| رمز المكالمات الدولي                                      | +256                          | +674                           |
| رمز الإنترنت                                              | .ug                           | .nr                            |
| المنطقة الزمنية                                           | ت ع م+03:00                   | ت ع م+12:00                    |

## منظمات دولية مشتركة
يشترك البلدان في عضوية مجموعة من المنظمات الدولية، منها:
| علم المنظمة | اسم المنظمة                                 | تاريخ انضمام أوغندا | تاريخ انضمام ناورو |
| ----------- | ------------------------------------------- | ------------------- | ------------------ |
|             | يونسكو                                      | 9 نوفمبر 1962       | 17 أكتوبر 1996     |
|             | منظمة حظر الأسلحة الكيميائية                | ?                   | ?                  |
|             | الاتحاد البريدي العالمي                     | ?                   | ?                  |
|             | منظمة الشرطة الجنائية الدولية               | ?                   | ?                  |
|             | الأمم المتحدة                               | 25 أكتوبر 1962      | 14 سبتمبر 1999     |
|             | الاتحاد الدولي للاتصالات                    | 8 مارس 1963         | 10 يونيو 1969      |
|             | مجموعة دول أفريقيا والكاريبي والمحيط الهادئ | ?                   | ?                  |
|             | دول الكومنولث                               | ?                   | ?                  |

## وصلات خارجية
- موقع وزارة الخارجية الأوغندية